# Charles B. Andrews

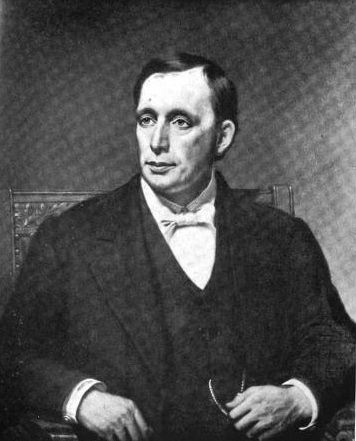
Charles B. Andrews.

Charles Bartlett Andrews, född 4 november 1836, död 12 september 1902, var en amerikansk, republikansk politiker, guvernör i Connecticut och domare.

## Tidigt liv
Andrews föddes i Sunderland, Massachusetts. Han tog examen från Amherst College 1858. Efter sina grundläggande studier flyttade han till Connecticut och läste juridik. Han antogs till advokatsamfundet 1861.

## Politisk karriär
Andrews blev ledamot av Connecticuts senat 1868. Han valdes till Connecticuts representanthus 1878 och senare samma år valde delstatens parlament honom till guvernör. Under hans tid som guvernör gavs guvernörsämbetet makten att rekommendera domare till Connecticuts högsta domstol och en resolution antogs som gjorde slut på en pågående gränsdragningskonflikt. En lag stiftades som möjliggjorde att aktiebolag kunde bildas och en progressiv lag om jurytjänst infördes.
Andrews tillträdde som guvernör den 9 januari 1879 efter demokraten Richard D. Hubbard. Han slutade den 5 januari 1881 och efterträddes av sin republikanske partikamrat Hobart B. Bigelow.

## Domare
Efter tiden som guvernör fortsatte Andrews att arbeta som jurist och utnämndes till domare i Connecticut Superior Court 1881. Han var dess ordförande från 1889 till 1901.
Han avled den 12 september 1902.